# Dwergvezelkop
De dwergvezelkop (Inocybe squarrosa) is een schimmel behorend tot de familie Inocybaceae. Het vormt ectomycorrhiza met de wilg. Hij groeit vaak nabij de geoorde wilg (Salix aurita) en de grauwe wilg (Salix cinerea). Hij komt voor in zeer verschillende gebieden waaronder oude struwelen, op natte, vrij voedselrijke potklei of mineraliserend laagveen.

## Kenmerken

### Uiterlijke kenmerken
Hoed
De hoed heeft een diameter van 5 tot 20 mm. Vaak is deze minder dan 1 cm. Hiermee is het een van de kleinste vezelkoppen. Hij heeft dicht opeenstaande, sparrig afstaande schubjes op de hoed. De hoedrand is vaak witachtig, ook omgehangen met witachtige cortina. De hoedkleur is grijs-lichtbruin.
Steel
De steel is alleen aan de bovenkant berijpt. 
Geur
De geur is niet aanwezig of licht spermatisch.

### Microscopische kenmerken
De sporen zijn glad en meten 8-11,5 × 5-6 µm. Cystidia zijn zeer dunwandig (ca. 0,5 µm) en vrij kort (tot ca. 60 µm). 

## Verspreiding
De dwergvezelkop komt in Nederland vrij zeldzaam voor. Hij staat op de rode lijst in de categorie 'Bedreigd'.

## Foto's

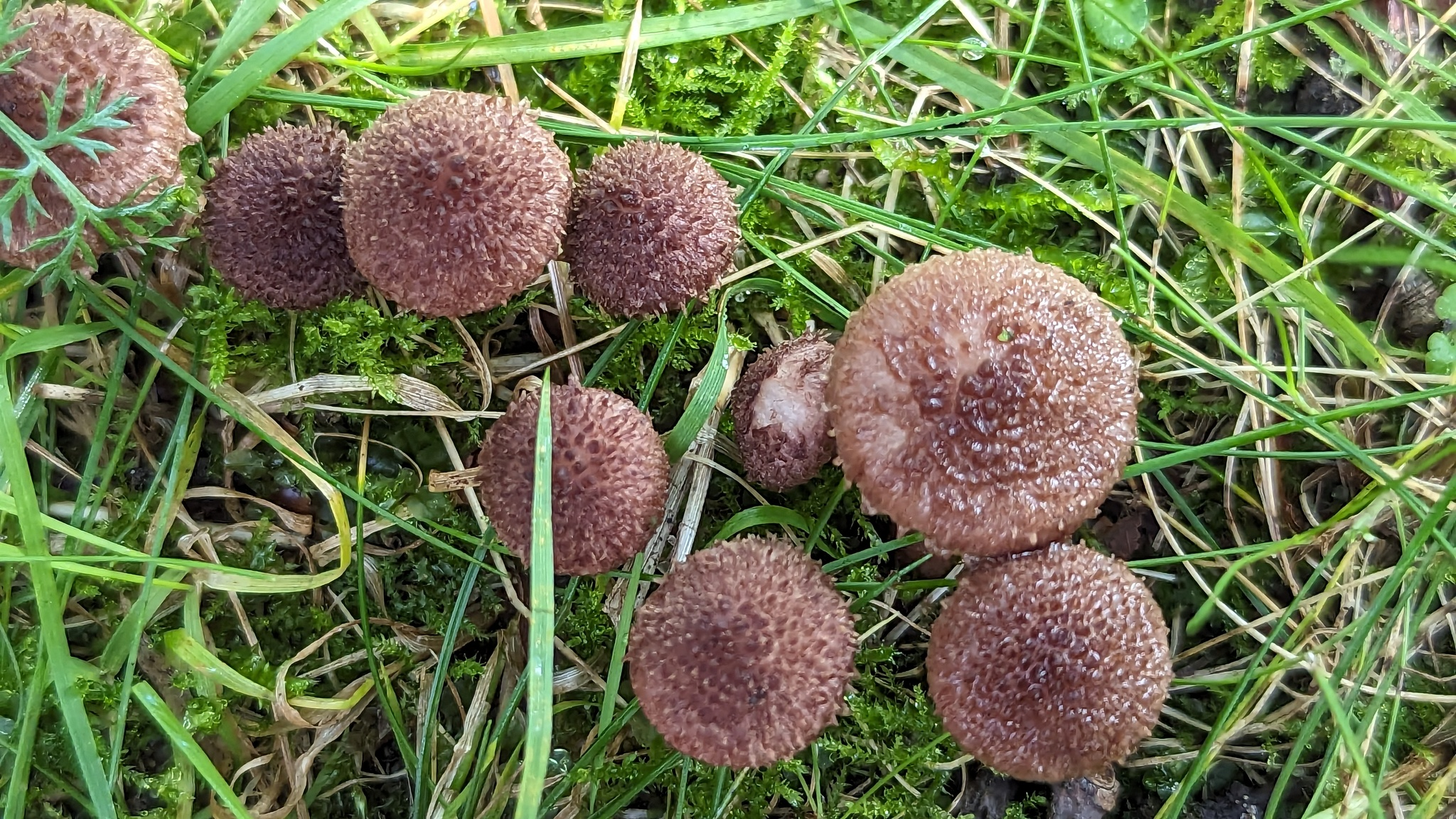
Hoeden
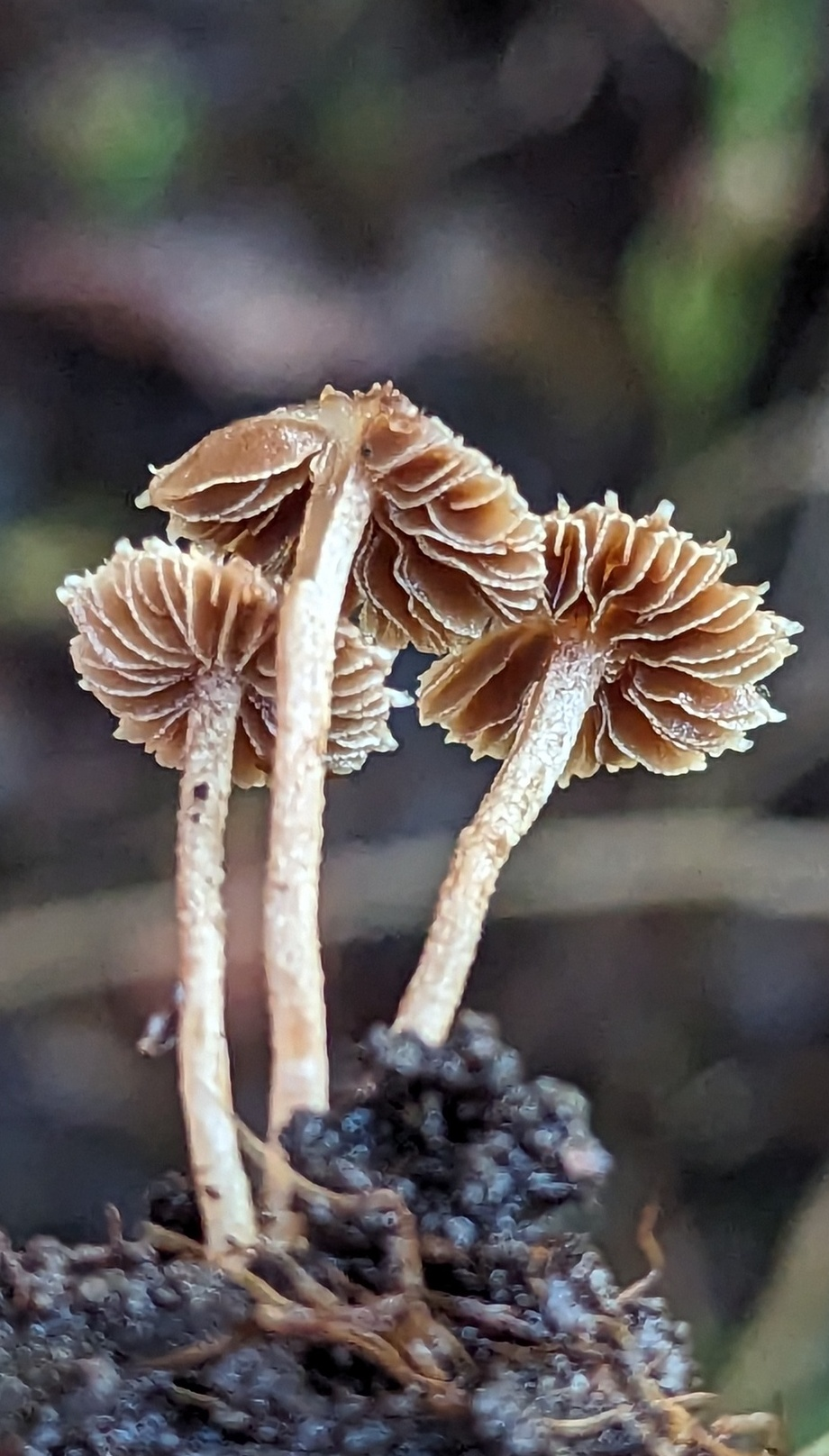
Lamellen
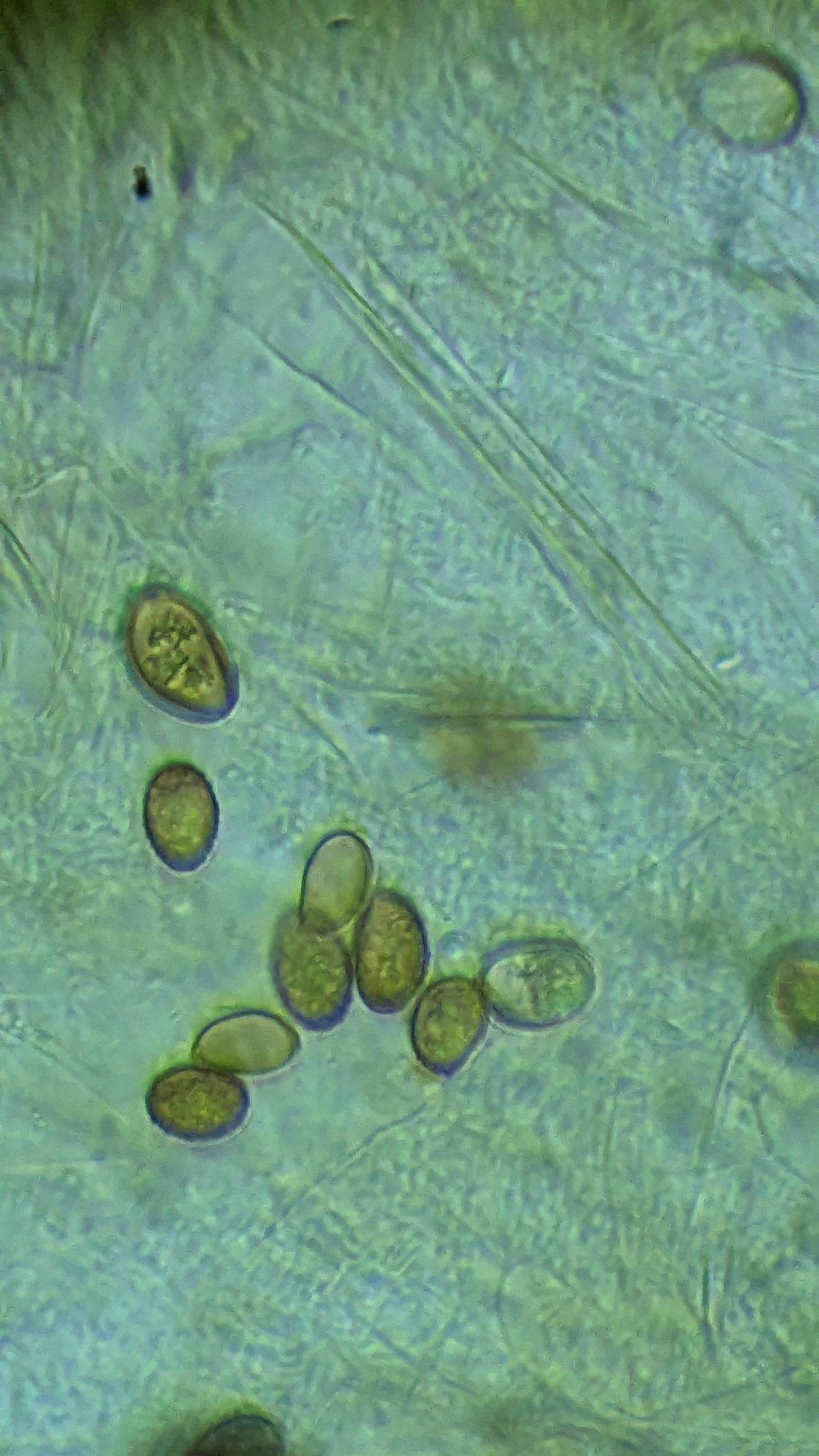
Sporen
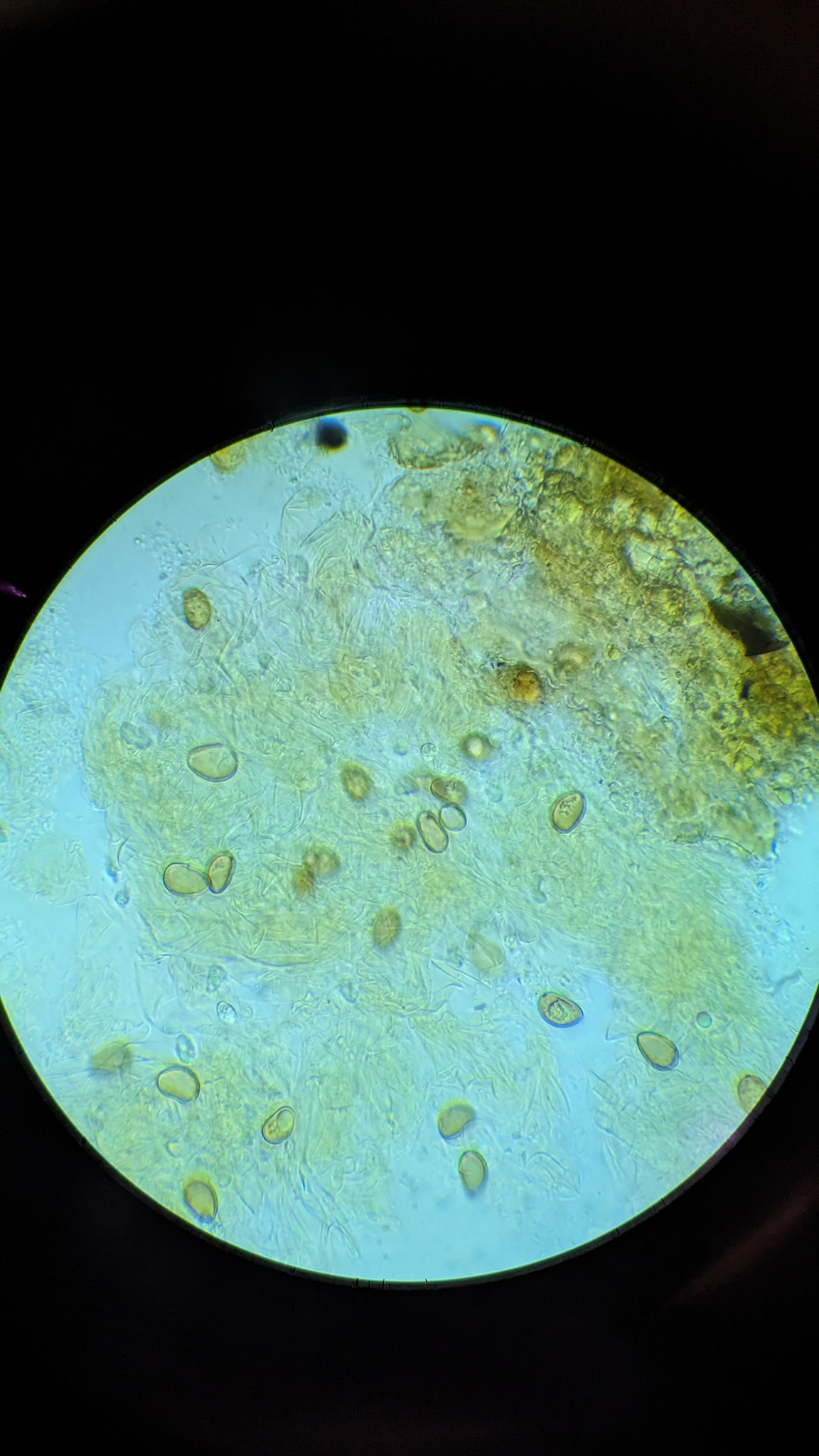
Sporen